# Larry Hough
Lawrence Alan "Larry" Hough (født 4. april 1944 i Janesville, Wisconsin, USA) er en amerikansk tidligere roer.
Hough vandt (sammen med Philip Johnson) sølv i toer uden styrmand ved OL 1968 i Mexico City. I finalen måtte den amerikanske båd se sig slået af østtyskerne Jörg Lucke og Heinz-Jürgen Bothe, mens Peter Christiansen og Ib Ivan Larsen fra Danmark tog bronzemedaljerne. Han deltog også i samme disciplin ved OL 1972 i München.

## OL-medaljer
- 1968:  Sølv i toer uden styrmand